# 鄧原忠
鄧原忠，福建延平府沙縣人，明朝政治人物、進士出身。
洪武四年，會試四十六名，登進士三甲，授濟寧府鄒縣縣丞。